# نییرچاهوی
نییرچاهوی (به مجاری:  Nyírcsaholy) یک شهرداری در مجارستان است که در سابولچ-ساتمار-برگ واقع شده‌است. نییرچاهوی ۳۴٫۳ کیلومتر مربع مساحت و ۲٬۱۱۹ نفر جمعیت دارد.